# 杨钿
杨钿（？—1556年），明朝松江府上海人。守城的民夫。
嘉靖三十五年（1556年）倭寇围城十余天不下，佯装撤退，夜间回来以竹梯登城。他发觉后大呼有贼，守兵惊起，倭寇没有成功。他呼喊时被倭寇刺中，压梯坠城而亡。